# Teresa de Dios Unanue
Tiến sĩ Teresa de Dios Unanue là một nhà giáo dục, lãnh đạo dân sự, tác giả của một số bài tiểu luận được xuất bản ở Puerto Rico và Hoa Kỳ, đồng tác giả của cuốn sách Giáo dục Giáo dục Cá nhân (Giáo dục Cá nhân), và đồng sáng lập và Chủ tịch điều hành của Đại học Atlantic, một tổ chức đại học chuyên về nghệ thuật kỹ thuật số ở Puerto Rico và Caribbean. 

## Những năm đầu
Tiến sĩ Teresa de Dios Unanue sinh ra ở Camagüey, Cuba.  Bà sau đó bị lưu đày và định cư ở Puerto Rico, nơi bà tốt nghiệp Đại học Puerto Rico trong lĩnh vực văn học, quản trị và giám sát giáo dục. Bà cũng có bằng tiến sĩ về lĩnh vực hành vi của con người. Nhiều năm sau, sau khi tốt nghiệp đại học, bà bắt đầu làm Giám đốc Sáng tạo và Chương trình giảng dạy tại Học viện Quân sự Hoa Kỳ. Từ đó, bà tiến hành thành lập công ty mà bây giờ bà chỉ đạo. Bà là em gái của nhà báo quá cố Manuel de Dios Unanue, người mà bị giết năm 1992 đã trở thành tiêu đề hàng đầu quốc tế.   

## Hoạt động từ thiện và cộng đồng
Tiến sĩ de Dios hiện đang dành một phần lớn thời gian của mình để làm việc để mang lại lợi ích cho văn hóa và những người trẻ tuổi. Bà là thành viên của ban giám đốc của Trung tâm mỹ thuật ở Guaynabo, Puerto Rico và là tình nguyện viên của Ủy ban đánh giá cộng đồng của thành phố. Từ Đại học Atlantic, bà tán thành và hỗ trợ các nguyên nhân và sự kiện hỗ trợ sự phát triển giáo dục, nghệ thuật và văn hóa ở Puerto Rico. 